# Gigantodax viannamartinsi
Gigantodax viannamartinsi är en tvåvingeart som beskrevs av Ramirez-perz 1980. Gigantodax viannamartinsi ingår i släktet Gigantodax och familjen knott.
Artens utbredningsområde är Venezuela. Inga underarter finns listade i Catalogue of Life.